# Magnus Ekengren
Magnus Kristian Ekengren, född 22 maj 1962 i Åkerby församling i Uppsala län, är en svensk statsvetare.

## Biografi
Magnus Ekengren avlade filosofie doktor-examen vid Stockholms universitet 1998 med avhandlingen Time and European governance, varefter han var medlem av Utrikesdepartementets idé- och analysgrupp 1999–2001. Han tjänstgör sedan 2001 som forskare och lärare vid Försvarshögskolan, där han blev docent och numera är professor. Hans forskning handlar om krishantering samt Europeiska Unionen, bland annat dess utrikespolitik, säkerhetspolitik och krishantering.
Magnus Ekengren invaldes 2009 som ledamot av Kungliga Krigsvetenskapsakademien.